# Isoleon arabicus
Isoleon arabicus är en insektsart som beskrevs av Hölzel 1972. Isoleon arabicus ingår i släktet Isoleon och familjen myrlejonsländor. Inga underarter finns listade i Catalogue of Life.